# Distretto di Akkar
Il distretto di Akkar  (in arabo قضاء عكار ‎?, Qaḍāʾ ʿAkkār) è l'unico distretto amministrativo del governatorato di Akkar in Libano. Il capoluogo del distretto è Halba. Nel distretto vive una forte concentrazione di alauiti
Il distretto è caratterizzato da una ampia pianura costiera a ovest con alte montagne nella zona interna ad est. La città più grande è Bebnin. Nella pianura vengono coltivati agrumi e ortaggi. Nella zona montagnosa si trova il villaggio di Mish Mish, noto per le sue numerose sorgenti d'acqua.
Nel distretto di Akkar, ci sono alcuni importanti scavi archeologici. Uno dei più famosi è il sito chiamato Tell Arqa (la romana Arca Caesarea), presso la città di Miniara, luogo di nascita dell'imperatore romano Alessandro Severo.

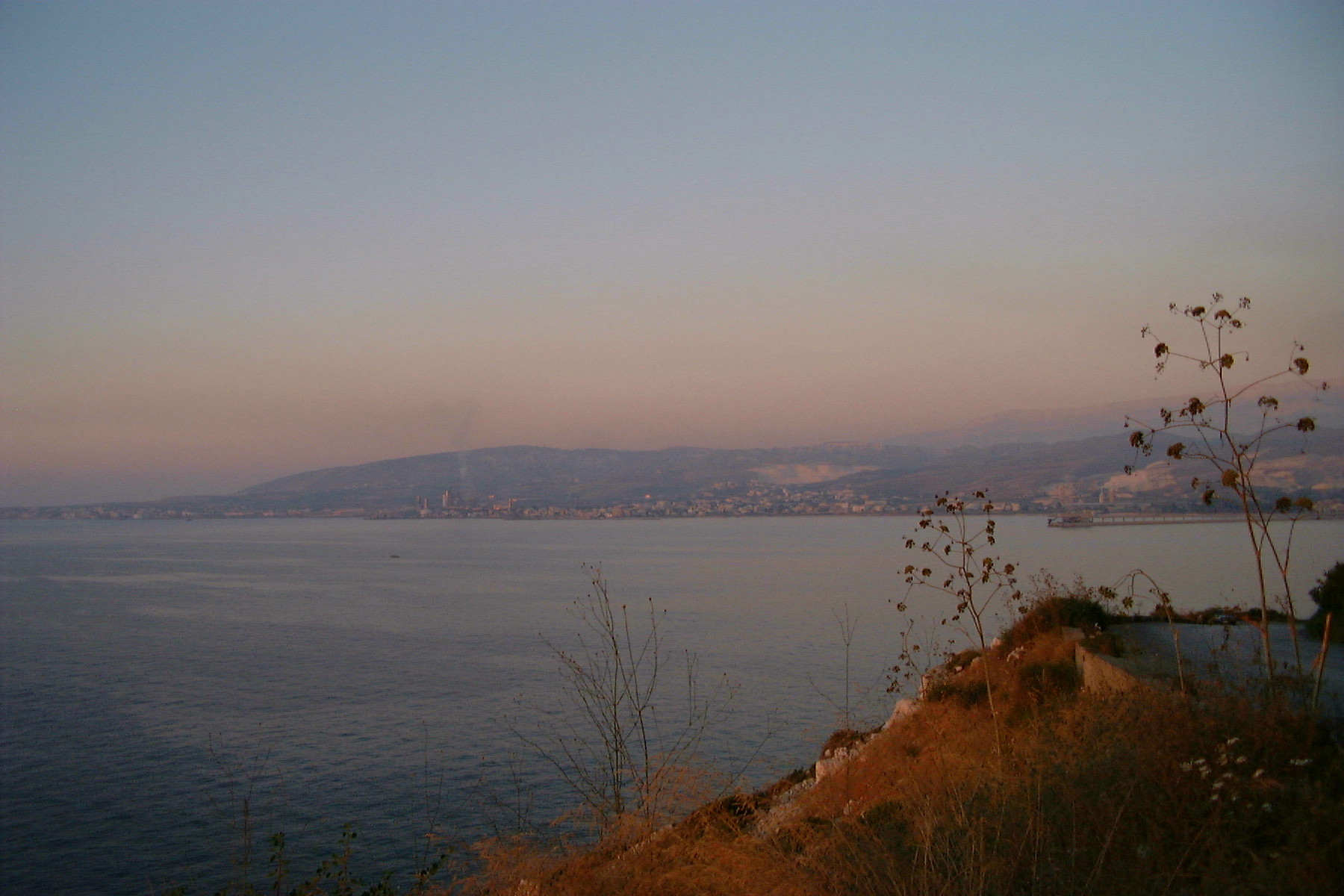
Costa del Libano nel distretto di Akkar